# Элис Режина
Эли́с Режи́на Карва́лью Ко́ста (порт.-браз. Elis Regina Carvalho Costa; 17 марта 1945, Порту-Алегри — 19 января 1982, Сан-Паулу), известная как Эли́с Режи́на — бразильская певица, один из ведущих представителей бразильской популярной музыки.
Сотрудничала с такими известными авторами, как Антониу Карлос Жобин, Винисиус ди Морайс, Жилберту Жил, Шику Буарки, Баден Пауэлл, Милтон Насименту, Каэтану Велозу, Рита Ли, Виолета Парра и многими другими. Обладательница богатого интонациями голоса, она в равной степени блестяще исполняла босса-новы, баллады и др.

## Биография
Элис Режина родилась в Порту-Алегри 17 марта 1945 года в семье разнорабочего и домохозяйки.
Дебютировала как певица на местном детском радио «Rádio Farroupilha». В 13 лет заключила первый контракт. В 15 лет записала в Рио-де-Жанейро первую пластинку. В 18 лет переехала в Рио. Певица быстро набирала популярность — в 1965 году она получила высшую награду на бразильском вокальном фестивале.
Международное признание к певице пришло после выступления на фестивале MIDEM в Каннах в 1968, за которым последовали гастроли в Стокгольме (с Тутсом Тилемансом, 1969) и Лондоне (1969). Успеху Элис в её европейском турне способствовал инструментальный ансамбль, который возглавлял гитарист, композитор и аранжировщик Роберту Менескал.
Умерла 19 января 1982 года в возрасте 36 лет в своем доме в Сан-Паулу от принятых одновременно кокаина и алкоголя. Похоронена на кладбище Морумби в Сан-Паулу.
Дважды была замужем. Первый муж Роналдо Босколи (1928—1994) — композитор, музыкальный продюсер и журналист. В браке родился сын Жуан Марсело Босколи (род. 1970), ныне музыкальный продюсер. От второго брака с пианистом Сезаром Камарго Мариано (род. 1943) — сын Педро (род. 1975) и дочь Мария Рита (род. 1977) — известные бразильские музыканты (вокалисты).

## Дискография
- Viva a Brotolândia (1961) (Первый альбом, записанный в возрасте 16 лет)
- Poema de Amor (1962)
- O Bem do Amor (1963)
- Ellis Regina (1963) (Имя указано с двумя «л»)
- Dois na Bossa (1965) (Совместная работа с Jair Rodriguez)
- O Fino do Fino — Elis & Zimbo Trio (1965)
- Samba, Eu Canto Assim! (1965)
- Dois na Bossa nº2 (1966)
- Elis (1966)
- Dois na Bossa nº3 (1967)
- Elis Especial (1968)
- Elis, Como & Porque (1969)
- Elis Regina in London (1969)
- Aquarela do Brasil — Elis Regina & Toots Thielemans (1969) (Совместная работа с Тутсом Тилемансом)
- Em Pleno Verão (1970)
- Elis no Teatro da Praia com Miele & Bôscoli (1970)
- Ela (1971)
- Elis (1972)
- Elis (1973)
- Elis (1974)
- Elis & Tom (1974) (Совместная работа с Антониу Жобином)
- Falso Brilhante (1976)
- Elis (1977)
- Transversal do Tempo (1978) (концертный)
- Essa Mulher (1979)
- Elis Especial (1979)
- Saudade do Brasil (1980)
- Elis (1980)

## Посмертные издания
- Плакат, объявляющий певца Энрико Масиаса и бразильскую певицу Элис Регина в Олимпии в 1968 году.Montreux Jazz Festival (1982) (концертный альбом)
- Trem Azul (1982) (концертный альбом)
- Vento de Maio (1983) (сборник)
- Luz das Estrelas (1984)
- Elis Regina no Fino da Bossa (1994) (концертный альбом)
- «Dose Dupla-Elis Regina» (1994) (цифровое переиздание — сборник первых записей певицы 1961—1962 гг.)
- Elis ao Vivo (1995) (концертный альбом)
- 20 Anos de Saudade (2002) (сборник)
- Little Pepper: The Definitive Collection (2004) (сборник)
- «Elis Regina: MPB Especial - 1973» — DVD-издание записи телевизионного шоу (черно-белое изображение) (2005)
- «Elis Regina Carvalho Costa» — DVD концертных выступлений (цветное изображение) (2005)
- «Por toda a minha vida» — Специальная программа бразильского телеканала TV Globo (28 декабря 2006)
- Pérolas Raras (2006)